# Where's the Party? (Eddie Money)
Where's the Party? è il quinto album in studio del cantante statunitense Eddie Money, pubblicato nel 1983.

## Tracce
1. Maybe Tomorrow – 4:54 (Eddie Money, Steve Farris, Alan Pasqua, Gary O'Connor)
2. Bad Girls – 3:26 (Money, Duane Hitchings)
3. Club Michelle – 4:06 (Money, Ralph Carter, Mitchell Froom, Raymond Charles Burton)
4. Back on the Road – 3:05 (Money, Carter, Davitt Sigerson)
5. Don't Let Go – 4:05 (Money, Carter, Mark Radice)
6. The Big Crash – 3:39 (Money, Hitchings)
7. Where's the Party? – 3:54 (Money, Carter)
8. Leave It to Me – 4:07 (Money, Hitchings)
9. Backtrack – 6:21 (Money)

## Classifiche
| Classifica (1983) | Posizione massima |
| ----------------- | ----------------- |
| Stati Uniti       | 67                |